# Хаузер, Самуэль Томас
Самуэль Томас Хаузер (англ. Samuel Thomas Hauser; 10 января 1833, Фалмут, Пендлтон, Кентукки — 10 ноября 1914, Хелена, Монтана) — американский политический деятель, промышленник, банкир.

## Биография
Родился 10 января 1833 года в Фалмуте. Начальное образование маленький Самуэль получил в местной школе Читтенден. Уже в 19 лет он пошёл работать на Центральную железную дорогу штата Кентукки. В 1854 году переехал в штат Миссури, где работал инженером-строителем на железных дорогах. Он начинал как помощник инженера и прошел путь до главного инженера. В начале 1862 года Хаузер уволился с железной дороги, после чего провел несколько месяцев в разведке, прежде чем прибыть на шахты в Баннаке. Его усилия во время работы на шахте оказались успешными, и в течение нескольких лет он владел шестью серебряными рудниками. Он также построил угольные шахты и несколько серебряных заводов, в том числе первый завод территории Монтана в Ардженте.
В дополнение к своим горным интересам Хаузер развивал ряд других видов предпринимательской деятельности. В 1865 году он вместе с бизнес-партнером основал банк в Вирджиния-Сити. В следующем году Хаузер основал первый национальный банк Елены. За свою жизнь Хаузер открыл не мало банков в разных точках Америки, а также руководил строительством железной дороги на территории Монтаны, а также приобрел большой портфель недвижимости для поддержки своих интересов в горнодобывающей промышленности и скотоводстве.
В 1870 году Хаузер принял участие в экспедиции Уошберна–Лэнгфорда–Доана. Он также активно участвовал в усилиях по сохранению Йеллоустонской области. Его усилия помогли создать Йеллоустонский национальный парк. Политически он был связан с Демократической партией и служил делегатом на Демократическом национальном съезде 1884 года. Несмотря на то, что Хаузер был демократом, его влияние в бизнесе было настолько велико, что он даже влиял на выбор республиканских назначенцев.

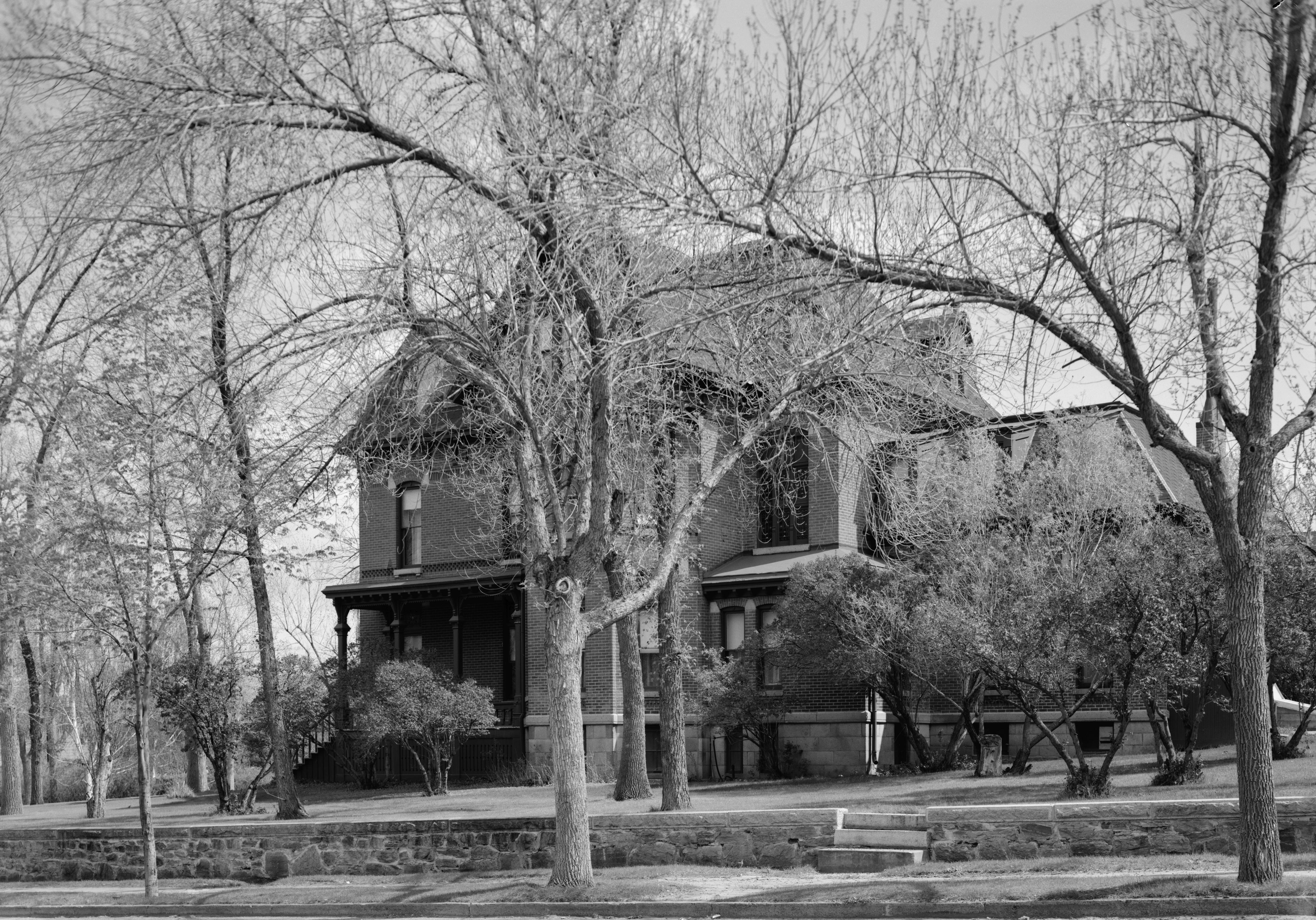
Особняк Хаузеров

14 июля 1885 года был назначен Губернатором Монтаны. Будучи губернатором он был сторонником «свободного серебра» и поддерживал переселение коренного населения на индейскую территорию, чтобы освободить землю для поселенцев. В феврале 1887 года подал в отставку.
Умер 11 ноября 1914 года в Хелене и был похоронен на кладбище Форествейл.
При жизни он построил особняк Хаузеров который был внесен в национальный реестр исторических мест.